# Orlando Scarpellistadion
Het voetbalstadion Orlando Scarpelli bevindt zich in de stad Florianópolis in de deelstaat Santa Catarina van Brazilië.
Het behoort tot de club Figueirense Futebol Clube en is gelegen in de wijk Estreito.  
Het stadion is vernoemd naar zakenman en sportman Orlando Scarpelli, die de voorzitter is geweest van Figueirense Futebol Clube in 1940. Hij schonk het stuk land waar het stadion gebouwd werd.